# 魏彬
魏彬（1461年11月29日—1539年7月15日），字文质，别号药庵，陕西平凉府隆德县（今宁夏固原市隆德县）弼隆里人，明朝正德时期的司礼监太监，亦为正德年间权势最盛的宦官集团“八虎”之一。明世宗登基后，魏彬退出官场。

## 生平

### 早期
魏彬世代耕作，因相貌被选充掖庭，明宪宗成化三年（1467年），宪宗选择聪颖内侍教育，魏彬在其中，选入乾清宫，历升内官监左少监，赐飞鱼服。
明孝宗时，他以厚重被选为太子朱厚照的辅导官，侍奉东宫。

### 明武宗年间
弘治十八年（1505年）十月，朱厚照即位为明武宗，魏彬和同在东宫的宦官刘瑾、马永成、高凤、罗祥、丘聚、谷大用、张永，一起被明武宗重用，号称“八虎”。魏彬被荐升御马监太监，入掌乾清宫事，提督尚衣等监局兼管内教场操练，正德元年（1506年）五月由司礼监太监陈宽传旨管神机营中军头司并奋武营奉敕督五军三千等营戍务，并受命宴请诸夷。
魏彬、刘泰、刘晖、钱宁都被武宗赐国姓为义子，号外四家。魏彬还诱导穆正增为武宗义子，获赐姓朱。穆正增与周一澋、马时明、李云嵱、聂一然依附魏彬、陈应循等，在军中贪赃。襄城伯李鄌与魏彬弟魏英联姻。
“八虎”诱导武宗玩乐不亲政，六月，工科给事中陶谐上言及京城及各处近期灾异，批评武宗亲近丘聚、魏彬、马永成之流，举仇士良的例子，并弹劾司礼太监陈宽和武宗原东宫宦官高凤、黄伟坐视不问之罪，建议都罢斥，因将黄伟误作王伟，被武宗批复有错字，陶谐引咎，被赦免。
在郎中李梦阳劝说下，户部尚书韩文冒死率众臣上书请求除去“八虎”，称他们“造作巧伪，淫荡上心”，举了汉十常侍、唐甘露之变的例子，吓得武宗哭泣不吃饭，刘瑾等也很害怕。南京御史陆崑偕十三道御史薄彦徽、葛浩、贡安甫、王蕃、史良佐、李熙、任诺、姚学礼、张鸣凤、蒋钦、曹闵、黄昭道、王弘、萧乾元等上疏极谏，举赵高、和士开、仇士良惑乱君主的例子，称马永成、魏彬、刘瑾、傅兴、罗祥、谷大用等蒙蔽皇帝，日事宴游。十月，与李东阳一同请求诛杀“八虎”被留中的阁臣刘健、谢迁被罢斥；司礼监太监李荣传旨命奋武营太监魏彬代张永为三千营太监，原职由效勇营太监吴轲代任。十一月，薄彦徽为首众人复上疏请求留下刘健、谢迁而归罪马永成、刘瑾等，遭刘瑾报复，都被逮捕下诏狱，各杖三十，除名。江西清军御史王良臣闻陆昆等被逮，骑马上疏相救，也被逮捕下诏狱，杖三十，斥为民。礼科都给事中周玺亦有弹劾“八虎”的奏请。
正德二年（1507年）闰正月，李荣传旨升魏彬弟冠带舍人魏英、张永弟张容、张寰、谷大用兄舍人谷大宽、马永成兄（一作弟、侄）马山为锦衣卫世袭百户。增宦官马永成、魏彬、宁瑾、谷大用军队各百人。魏彬父魏全早亡，他迎接母亲李氏来京奉养，李氏卒后他请假为她办理归葬，得到朝廷厚恤，十月，赠魏全为后军都督府都督同知、李氏一品夫人，赐葬赙；追封魏彬三代祖先。这在当时也是很高的恩礼。
正德五年（1510年）安化王之乱平定后，刘瑾亦被诛，魏彬揭发有功，论功行赏，代掌司礼监。诏大宗伯费宏、大司马王敞去魏彬私第奖励，各自赋诗褒扬，赐彩帛、禄米，多次推辞，不允。其年，因李东阳所奏，叙宁夏平定安化王朱寘鐇之功，谷大宽封高平伯，魏英封镇安伯，马山封平凉伯，赐诰券、勋号、禄米彼此相等。魏彬奉旨赏赐平乱功臣提督军务都察院右都御史一员杨一清银五十两、纻丝四表里、内大红织金胸背獬豸一表里、羊一只、酒十瓶。十二月，传旨锦衣卫指挥使钱宁、刘璋等堂上管事、都指挥佥事冯钺、指挥使朱安、朱福南镇抚司管事、百户姚文、朱达升正千户、总旗朱麟、张铎升副千户、总旗高文友、王琦、小旗朱秀、舍人谷仓升百户、舍人朱相、朱招、朱贤、赵铭、王永为所镇抚；升御用监各色官匠、锦衣卫副千户姜准为正千户，总旗王谔、相雄为所镇抚，工部文思院副使方景为锦衣卫百户，儒士刘沂为鸿胪寺序班，人匠康忠等三十四人为文思院副使，陆祥等六十五人为皮作局副使，各给与牙牌厮役。魏彬奏请复起李鐩，于是李鐩复为工部尚书。
正德六年（1511年）正月，传旨御用监太监甄瑾镇守河南等处地方、以御马监太监王润镇守湖广地方、御马监太监魏奉管四卫营、太监毕真镇守山东、商颷镇守福建、张伦镇守云南、李嵩分守居庸关、张凤守备紫荆关、许全守备怀安、梁参广东市舶司管事、太监张景昌调管三千营并三千哨马营、金义调管左哨并奋武营中军、王方调管中军右掖三司并扬威营中军、阎清调管神机营左掖头司并耀武营、周聪管神机营中军、张辅管中军右哨三司、乔能管中军右掖二司。
“八虎”内部也彼此争权，一次马永成想更改任命镇守内臣的诏书，参与刑名等事。魏彬说：“已有诏令，不可复行。”马永成怒道：“凡事吾辈同议，你何敢自专？”于是殴打魏彬，二人诉于武宗，都被罢免，而以张永管司礼监。京师传唱歌谣：“马饱不用喂（魏），鼓（谷）破不用张，五人同一心，刘瑾去顶缸。”魏彬获准优养，仍每月给食米，每年给人夫。九年（1514年），魏彬又被起用掌内府供用库印，提督如前，又转尚衣监掌印。焦芳、曹元被罢免，刘忠、梁储入内阁，政事一新，但张永、魏彬、马永成、谷大用等仍然参与政事，武宗嬉游如故。大臣们也争着交好他们，只有少傅兼太子太傅刘忠不然。谷大用、魏彬、宦官张雄及武宗义子钱宁、江彬等很恣意暴横，首辅杨廷和虽不屈服于他们，却也不能制约他们。
正德十一年（1516年），武宗北巡，魏彬丝毫不取贿赂。十二年（1517年）五月，武宗赏赐魏彬等每年加禄米十二石，各荫弟侄一人为锦衣卫、世袭正千户锦衣卫。十月，武宗率内外提督监督太监张永、魏彬、张忠、都督江彬及朱振、陶杰、杨玉、左钦、王勋、靳英、龙隆、杭雄、参将郑骠等带兵从阳和援救应州明军，即应州大捷。十二月，张永、魏彬、张忠、赵林从宣府回京传旨谕司礼太监萧敬等：即今边报未宁，未得还京。
正德十三年（1518年）慈圣康惠太皇太后驾崩，魏彬因谙练受命总理葬仪，都遵照典制办理。时宣、大边境有敌来犯，武宗命亲征，魏彬奏止，于是武宗命将领分兵剿敌，在魏彬筹划下终于得胜。武宗仍欲商议亲征，魏彬正色力谏，武宗于是班师。六月，传旨调镇守密云太监张信于蓟州、以太监邢安镇守密云、复以参将李清充副总兵。武宗论应州大捷之功，加张永、魏彬、张忠各每年加禄米二十四石，荫弟侄一人为锦衣卫。九月，论应州之功，升魏彬等弟侄指挥同知魏天祥等十五人官，升魏天祥为都督佥事。魏天祥等又自叙其功，认为应该改正重升，于是升魏天祥为都督同知。
正德十四年（1519年），宁王朱宸濠作乱，武宗统军南征，驻跸南京，魏彬奉命为提督官，与辅臣梁储、蒋冕悉心理事。武宗未到，节度江西地方军政王守仁已经平乱。江彬、许泰、刘翚、张忠、张永、魏彬等先领兵由大江至入居城中，人马填满街巷，人们无法行走。众人商议诬陷王守仁与朱宸濠同反、见官军来了才仓促擒拿朱宸濠以脱罪，还想擒拿王守仁以为自己之功。七月，王守仁在张永授意下，将许泰、江彬、张忠、魏彬、张永、刘翚、王宪等扈驾诸官写入表功捷报，称此次成功都是因为各位总督提督密授方略，取悦了众人。八月，以营建乾清坤宁二宫之功，以魏彬等子侄各二人为锦衣卫世袭正千户，魏彬侄孙魏镇由总旗加为指挥同知。十二月，魏彬传谕圣意次年正月郊祀。
正德十五年（1520年）正月，魏彬传谕征求对朱宸濠等逆臣的处置意见，众人商议就在南京处决，梁储、蒋冕则请求如宣德年间明宣宗亲征汉庶人例，班师回京告庙及太皇太后，会合勋戚文武重臣明白公审，确保不及无辜，魏彬恻然同意，武宗准奏。南京百官跪请武宗回京，武宗震怒，魏彬哭着恳求奏道：“此皆忠臣为天下社稷计，不可不听。”于是武宗班师，有无辜二百余人因魏彬而脱罪。魏彬受飞鱼、蟒衣、玉带、乘马、肩舆、禄米及三宫赏赐，恩幸无比，但未尝不以忠贞自励，获准建崇贤生祠，敕护田宅。十一月，武宗还未回京，京师不安，传言手握重兵的平虏伯江彬欲作乱，魏彬闻讯奉命传旨令五府六部都察院、通政司、大理寺、鸿胪寺、锦衣卫六科十三道每衙门只留辅佐官一员在京，其余同内阁、皇亲、公侯、驸马、伯爵都赶赴行在。人情愈发恐惧。先前八月，整理兵粮兵部左侍郎兼左佥都御史王宪等奏江西之捷，表称魏彬等功各有差，应该都升赏。此月，武宗赐敕按例赏赐。武宗染病，十二月，魏彬传旨称武宗身体未愈，暂免朝参，各衙门安心办事。
正德十六年（1521年）正月，武宗病重。二月，加谷大用、张永、魏彬、张忠每年禄米各二十四石，命魏彬会各合营内外提督官阅视军官武艺并考察其是否贤能。三月，魏彬等入阁说：“国医力竭矣，请求捐出万金从民间招募医生。”杨廷和心里知道他的意思是指皇帝尚无嗣君，不回应，出榜招募，稍微说了些按伦序选择新君之事，魏彬等人恭敬地应答。杨廷和等称得魏彬传谕武宗圣意称遗憾郊祀未能举行，说待武宗身体平复再行礼不迟。

### 明世宗年间
当月，武宗驾崩，明世宗入继，魏彬捧册文，授外司迎请，传谕严守诸城门，处置奸细。杨廷和与蒋冕、毛纪、司礼中官温祥合谋，想用皇太后密旨捕杀江彬。魏彬与江彬有勾结，魏英与江彬结姻，但魏彬不敢泄露，张永也早有察觉有所准备。杨廷和认为魏彬软弱可以威胁，于是在文华殿题写武宗铭旌，对魏彬、温祥及其他宦官御用监太监张锐、陈严等为详细说了江彬谋反之状，并用危言恐吓。魏彬害怕被江彬牵连，心动，只有张锐力言江彬无罪，杨廷和当面驳斥了他。蒋冕、陈严都表示赞同计划，于是温祥、魏彬等入内告诉皇太后，好久没有回复，杨廷和、蒋冕愈发自危。不一会，陈严到，报知江彬已被擒。群众欢声如雷，只有吏部尚书王琼因是江彬党羽，害怕逃走，传言是魏英设计让他以此免罪。
世宗登基后，魏彬不自安，为弟弟魏英辞伯爵。明世宗下诏改魏英为都督同知，世袭锦衣指挥使。行人夏言上《查革武职疏》，指谷大用、马永成、陆訚、魏彬等结为朋党专权，应该革除他们的兄弟子侄因武宗滥赏所得的武职。世宗登基一月有余后，魏彬请求致仕。给事中杨秉义、徐景嵩、吴严都说魏彬附和刘瑾，结姻江彬，宜处以极刑，削魏英职务、取消世袭。明世宗宽宥不问。四月，福建道監察御史王鈞又弹劾魏彬与江彬结姻内外勾结，世宗于是令魏彬闲住，五月，应兵部所奏革除魏英等人的职位，后以内乱（乱伦）罪处死魏英。每年仍赐魏彬白金五十两，以为颐养老臣之礼。雲南道監察御史萧淮又弹劾谷大用、魏彬为“八虎”首恶，请求逮捕治罪，世宗以已处分为由未准。七月，巡按陕西监察御史王杲劾奏总兵官赵文党附江彬、与魏彬结为姻属、纳贿邀功、罪恶显著，屡被言官弹劾皆无果，请求在江彬已诛戮之际将赵文、魏彬下法司明正其罪，兵部报请逮捕赵文下吏部查验，魏彬待勘查后讯问，获准。御史张芹奏：李荣、陈宽、刘瑾、张永、魏彬数人性行不同，而李东阳都得其欢心，其勾结奸臣的能力深不可测。
九月，吏、兵二科给事中安磐仍弹劾“先朝内外巨奸”张忠、刘养、韦霦、魏彬、王琼、宁杲等仍保全性命，将来可能通过贿赂复起，宜严察预防，不能让天下事再坏在他们手里。世宗纳其言，命锦衣卫密访。十月，行人司行人章侨亦弹劾谷大用、魏彬、张永等“党比蛊惑、专权乱政”。谷大用、魏彬都图谋复用，南京兵科给事中毛玉上疏历叙武宗年间事，劝世宗杜绝其侥幸心理，得世宗嘉纳。世宗用宦官崔文言建乾清、坤宁诸宫、西天、西番、汉经诸厂、五花宫两暖阁、东次阁，户科左给事中郑一鹏称这些必是魏彬、张锐余党所为，劝世宗不要再犯武宗的错误。
嘉靖二年（1523年）正月御史曹嘉弹劾杨廷和及内阁太专权，权柄太重。郑一鹏举世宗在处理张锐、魏彬案和商议追崇兴献帝追崇时未尝召杨廷和等当面议论的例子，称杨廷和并没有专权。
嘉靖十八年（1539年）七月，魏彬在家去世。世宗嗟悼久之，命内官监太监刘晏、御马监左少监魏清、内官监太监宋明、内官监左监丞王有利、惜薪司奉御张资、内官监奉御汪强、御用监太监李信、内织染局长随李叙处理葬事，诏有司营葬，赐谕祭，宝镪（皇家所赐的钱）三万贯，哀荣很大。闰七月，葬于都城阜成门外张华村之原。有墓志《皇明故司礼监太监魏公墓志铭》，光禄大夫、柱国、少傅兼太子太傅、礼部尚书、武英殿大学士、知制诰、国史总裁夏言撰，赐进士出身、光禄大夫、太子太保、兵部尚书、前本部左侍郎兼都察院左副都御史、奉敕总制宣大偏关保定等处军务张瓒书，奉敕提督神机营总兵官、前奉敕都护副将军掌行在左军都督府事、太子太傅、成国公朱希忠篆。
嘉靖二十年（1541年）九月，刑科都给事中高时等举报魏彬等各处庄田宅舍每一处值银十数万。

## 亲属
- 魏英（弟）—锦衣指挥使
- 魏天祥（弟或侄）
- 魏学（养子）
- 魏镇（侄孙）

## 延伸阅读
[在维基数据编辑]
 《明史卷三百〇四》，出自《明史》